# 1996 RF5
1996 RF5 är en asteroid i huvudbältet som upptäcktes den 3 september 1996 av de båda japanska astronomerna Takeshi Urata och Yoshisada Shimizu vid Nachi-Katsuura-observatoriet.
Asteroiden har en diameter på ungefär 3 kilometer och den tillhör asteroidgruppen Vesta.